# Luigi Filippo Alberto d'Orléans
Luigi Filippo Alberto d'Orléans (Parigi, 24 agosto 1838 – Stowe, 8 settembre 1894) è stato un nobile e politico francese.
Conte di Parigi e inizialmente principe ereditario orleanista nell'ambito della monarchia di luglio, in seguito divenne, rinunziando all'orleanismo politico, pretendente unionista al trono di Francia con il nome di Filippo VII, al posto di Luigi Filippo II precedentemente usato.

## Biografia

### Infanzia

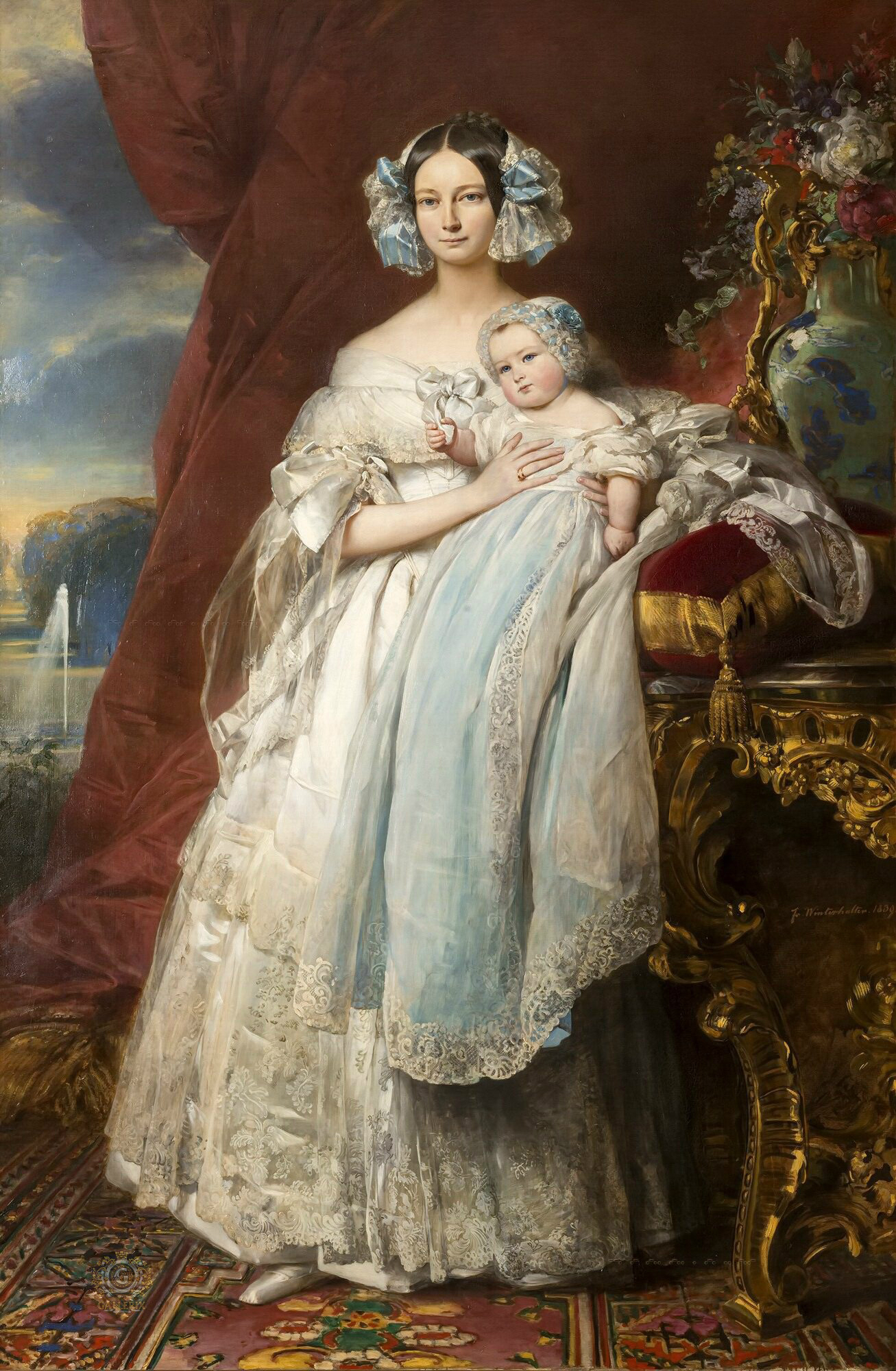
Elena di Meclemburgo-Schwerin ritratta con Filippo in fasce da Franz Xaver Winterhalter nel 1839

Era il primogenito di Ferdinando Filippo d'Orléans e di sua moglie, Elena di Meclemburgo-Schwerin. I suoi nonni paterni erano Luigi Filippo, re dei francesi, e Maria Amalia di Borbone-Due Sicilie; i suoi nonni materni erano Federico Ludovico di Meclemburgo-Schwerin e Carolina Luisa di Sassonia-Weimar-Eisenach.

#### Conte di Parigi

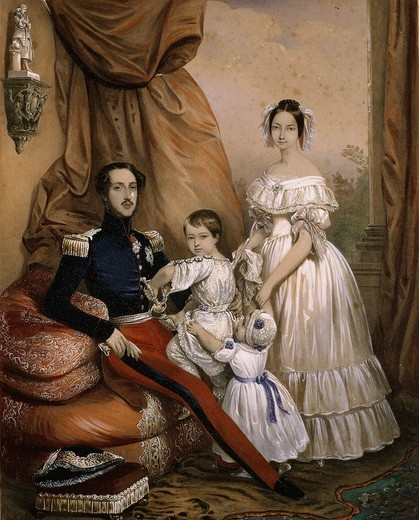
Filippo, conte di Parigi in tenera età con i genitori e il fratello

Dopo aver assunto il titolo di "Principe di Algeri", suo nonno ripropose per lui il titolo di "Conte di Parigi", titolo che portava nel IX secolo il re dei Franchi Oddone I, uno dei fondatori della dinastia dei Capetingi.

#### Battesimo

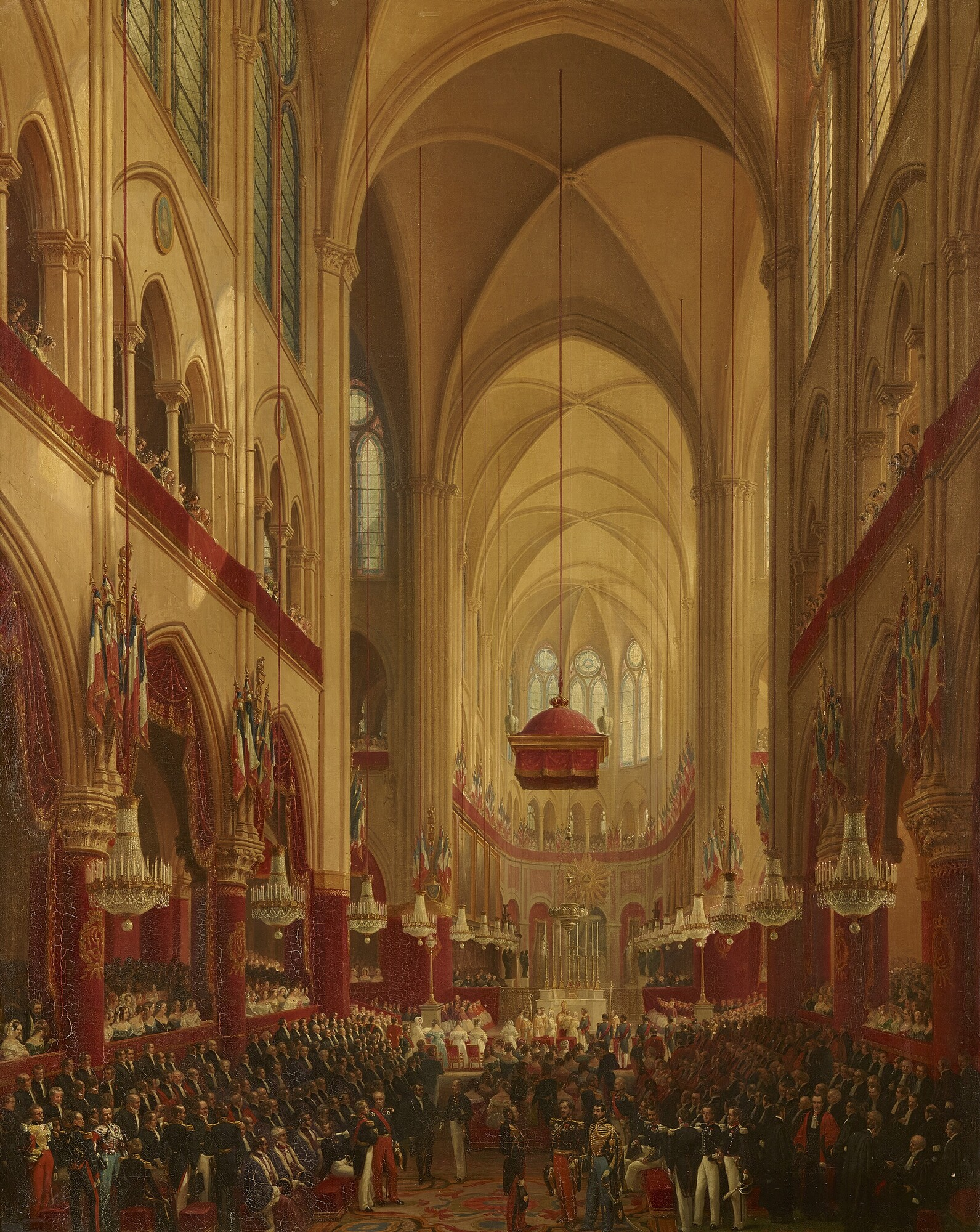
Battesimo del Conte di Parigi nella cattedrale di Notre-Dame di Parigi il 2 maggio 1841 di Hippolyte Sebron, 1842

Il battesimo, avvenuto il 2 maggio 1841, avvenne con una sontuosa cerimonia nella cattedrale di Notre-Dame di Parigi. Al di là dei festeggiamenti, la cerimonia permise alla "monarchia di luglio" di avvicinarsi alla Chiesa cattolica romana. La cerimonia venne presieduta da Denis-Auguste Affre, arcivescovo di Parigi, assistito da Jean-Baptiste Merson, sacerdote della parrocchia reale di Saint-Germain-l'Auxerrois. L'evento fu anche immortalato in un famoso
dipinto di Hippolyte Sebron nel 1842.

#### Giovinezza

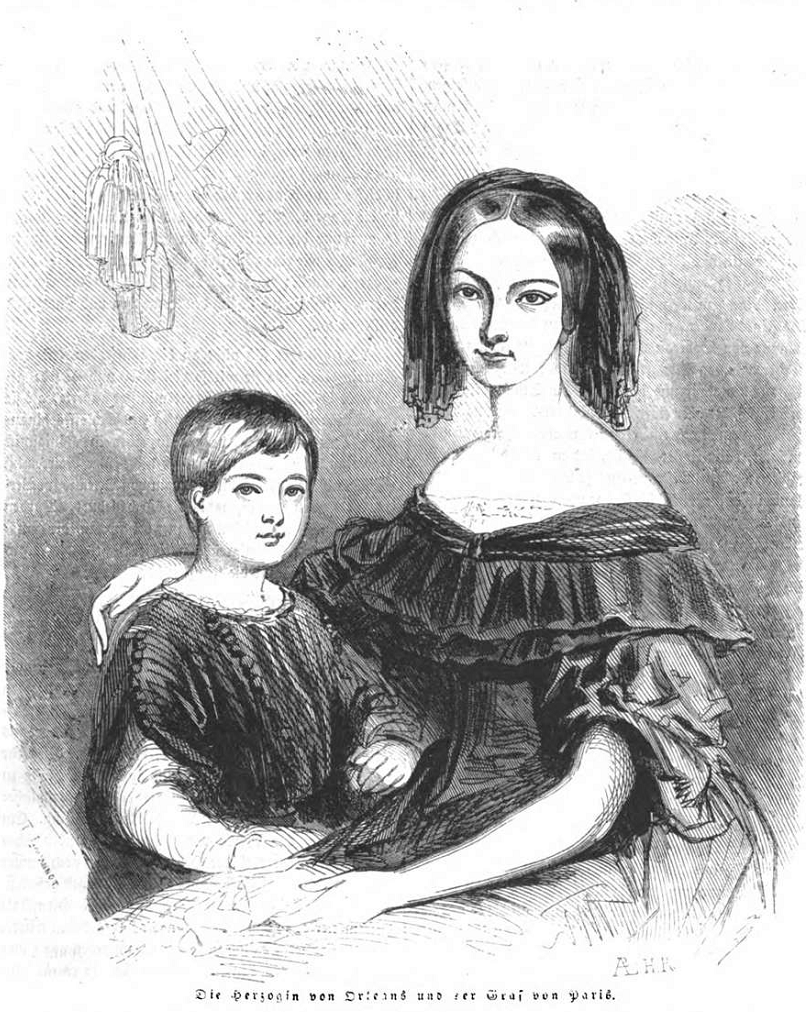
Il conte Filippo in un'illustrazione con la madre Elena

I primi anni del Principe furono felici ed egli crebbe in una famiglia amorevole e premurosa. Nel dicembre 1840 la madre importò dalla Germania l'usanza dell'albero di Natale. Tuttavia, il bambino trascorreva anche lunghi periodi senza vedere il padre, soprattutto quando quest'ultimo partì per l'Algeria nel 1839, tornando nella primavera del 1840, per proseguire la lotta contro le forze di Abd el-Kader.

### Morte del Duca d'Orléans e conseguenze

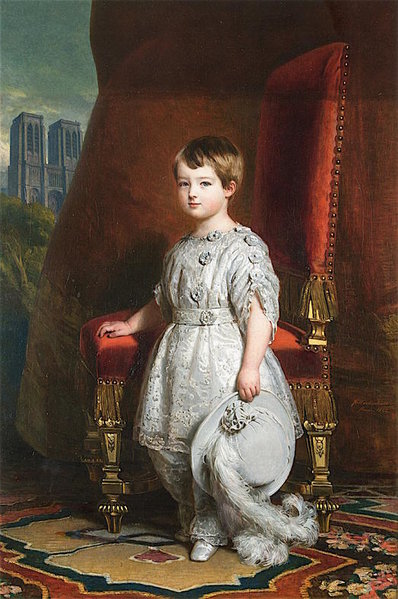
Ritratto del principe reale Filippo di Francia infante di Franz Xaver Winterhalter, 1842, Petit Palais

Il 13 luglio 1842 il padre morì in un incidente a Sablonville, sulla strada per Neuilly, dove si stava recando per fare visita alla regina Maria Amalia di Borbone-Due Sicilie e a Luigi Filippo. A soli quattro anni, il bambino divenne il nuovo erede al trono e ricevette il titolo di Principe ereditario.
Con la morte del Duca d'Orléans nacque molto presto la questione della sopravvivenza della monarchia di luglio. La sua morte rafforzò, inoltre, la necessità di preparare il Conte di Parigi a sostenere il ruolo di erede al trono.

### Rivoluzione del 1848

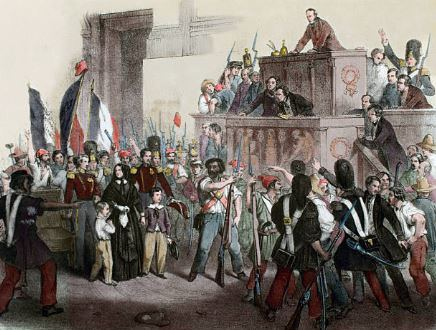
La Duchessa vedova d'Orléans si presenta all'Assemblea nazionale per ottenere la reggenza, 24 febbraio 1848

Nel 1846 iniziò la crisi della monarchia di luglio. Le difficoltà economiche e una serie di scandali finanziari screditarono il Re e il suo governo, mentre il movimento repubblicano incrementò la sua popolarità. Presto gli eventi degenerarono in una vera e propria rivoluzione.
Sopraffatto dai rivoluzionari e rifiutando di versare altro sangue, il re Luigi Filippo abdicò il 24 febbraio a favore del Conte di Parigi, che aveva nove anni. Consapevole della sua impopolarità, il Duca di Nemours, nel frattempo, decise di abbandonare la reggenza per conto di sua cognata, Elena di Meclemburgo-Schwerin, duchessa d’Orléans.
Nel primo pomeriggio del 24 febbraio la Duchessa d'Orléans si proclamò reggente. Ma le voci dei sostenitori della monarchia furono progressivamente coperte dai fischi del pubblico venuto ad assistere alle deliberazioni. Gli Orléans furono poi improvvisamente rimossi dalla Camera dei Deputati e, nella colluttazione che ne seguì, la Principessa di Meclemburgo fu separata dai suoi figli. Al colmo dell'ansia, alla Duchessa d'Orléans ci vollero tre giorni per individuare il piccolo Duca di Chartres, che era stato messo in salvo da un panettiere a Parigi. Successivamente la Duchessa d'Orléans e i suoi figli andarono in esilio. Al tempo stesso venne proclamata la Seconda Repubblica.

### Primo esilio
Dopo la rivoluzione del 1848 Luigi Filippo e Maria Amalia si stabilirono in Inghilterra con numerosi figli e nipoti. Stabilirono la loro residenza nel castello di Claremont, di proprietà del re Leopoldo I del Belgio. Da parte sua, la Duchessa d'Orléans andò a vivere con i suoi figli in Germania, nel Granducato di Sassonia-Weimar-Eisenach. Nel frattempo la posizione finanziaria di Luigi Filippo e della sua famiglia diveniva sempre più precaria.
Dopo due anni di distacco, la Duchessa d'Orléans, finalmente, si riconciliò con i familiari e dalla primavera 1850 si recò regolarmente in Inghilterra con i figli.

### Capo della Casa d'Orléans

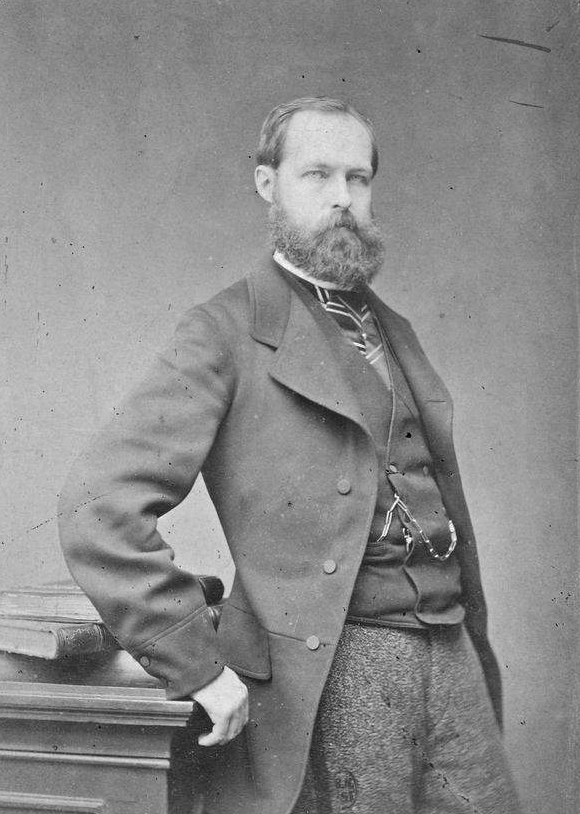
Luigi Filippo di Francia, capo del casato di Orléans in un ritratto fotografico d'epoca

Alla morte di Luigi Filippo, per gli orleanisti, Luigi Filippo divenne ufficialmente il suo successore. L'istituzione del Secondo Impero rese la prospettiva di ritorno della famiglia reale sempre più improbabile.
Con l'ascesa di Napoleone III, le finanze dalla famiglia peggiorarono. Il 22 gennaio 1852 si decretò di fatto la confisca dei beni della famiglia reale.
Nel luglio 1857 la Duchessa d'Orléans e suo figlio finalmente lasciarono la Germania per stabilirsi in Inghilterra, più vicino a Maria Amalia. La famiglia affittò una casa a Richmond, a un'ora da Claremont. In questa nuova casa il Conte di Parigi continuò la sua formazione e ricevette, tra gli altri, lezioni private dal magistrato Rodolphe Dareste de la Chavanne.
Molto presto lo stato di salute della Duchessa peggiorò e morì il 17 maggio 1858. A ventuno anni, il Conte di Parigi era rimasto orfano e dovette trasferirsi da sua nonna, fino alla morte di quest'ultima nel 1866.

### Guerra civile americana
Stanchi del loro status di esiliati, il Conte di Parigi e il fratello decisero di accompagnare Francesco d'Orléans, principe di Joinville, negli Stati Uniti. Una volta arrivati furono entusiasti del movimento anti-schiavitù e presto si impegnarono nella Guerra civile americana che divise il Paese. Nominato ufficiale capo del personale di comando della Union Army, il Conte di Parigi con il fratello partecipò alla battaglia di Seven Days, il 27 giugno 1862.

### Matrimonio

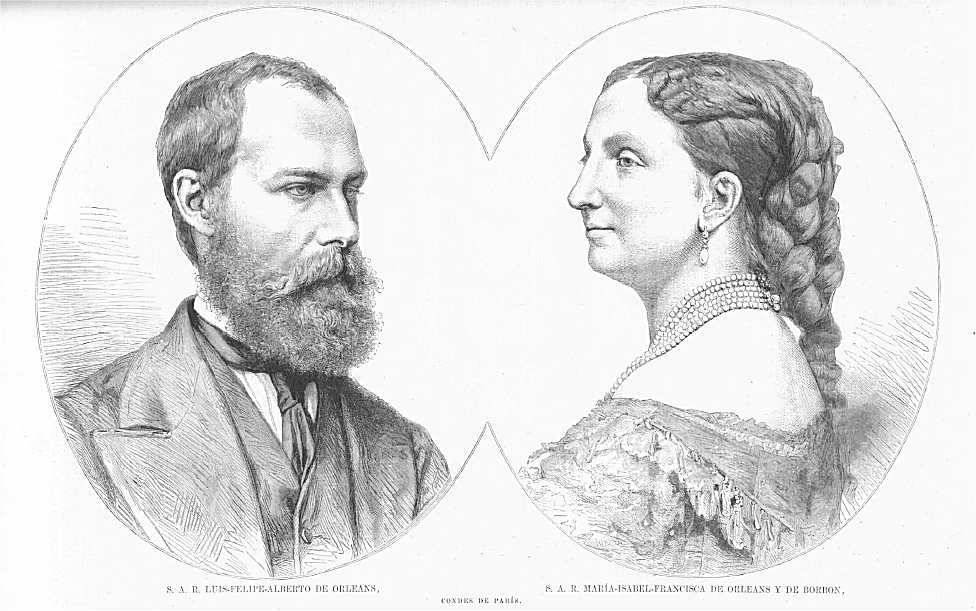
Illustrazione di Filippo di Francia e di Maria Isabella d'Orléans

Tornato in Europa, decise di sposarsi per garantire un erede alla dinastia. Ma, dato il suo stato di esule e discendente di una casa considerata illegittima dalla maggior parte delle dinastie del continente, trovò delle difficoltà a ottenere la mano della figlia di un monarca. Per questo motivo si risolse a sposare una delle sue cugine, l'infanta Maria Isabella d'Orléans, figlia del Duca di Montpensier. Il matrimonio ebbe luogo il 30 maggio 1864 a Kingston e venne celebrato in presenza della nonna di entrambi i coniugi, la vecchia regina Maria Amalia. Filippo e Maria Isabella d'Orléans ebbero otto figli.

### Ritorno in Francia
Quando il Secondo Impero crollò nel 1870 e l'esilio per gli Orléans venne revocato, l'8 giugno 1871 il Conte di Parigi ritornò in Francia. Pochi mesi dopo, il 9 dicembre 1871, vennero aboliti gli atti di confisca dei beni della famiglia reale stabiliti da Napoleone III nel 1852. Tornò anche in possesso dei castelli di Amboise, Eu e Randan.
In Francia il Conte di Parigi e la sua famiglia vivevano tra le loro residenze e il capoluogo di provincia. Ma, non avendo residenze compatibili con il loro rango a Parigi, accettarono l'offerta della Duchessa di Galliera di andare a vivere con lei durante i loro soggiorni nella capitale.
Il Principe frequentò i circoli del potere e fu ricevuto dal presidente Adolphe Thiers a Versailles. Il colloquio fu cordiale ma, in privato, l'ex presidente del consiglio orleanista non nascose il suo disprezzo per il capo degli Orléans.
Dopo la morte senza discendenti di Enrico V, egli divenne pretendente al trono di Francia, assumendo il nome di Filippo VII.
Questa successione è stata contestata dai carlisti discendenti dei Borbone del ramo spagnolo, i quali sostenevano che discendevano direttamente da Luigi XIV. La loro pretesa ignorava, tuttavia, la rinuncia di Filippo V di Spagna ai suoi diritti sul trono francese per sé e per i propri discendenti in base al trattato di Utrecht.

### Secondo esilio
Per un po' il riconoscimento del Conte di Parigi come l'unico pretendente al trono dalla maggior parte dei monarchici sembrò rafforzare la loro causa; il Principe appariva dunque ancora come una minaccia agli occhi di alcuni repubblicani. Nel marzo del 1884 fu vittima di un attentato, ma rimase illeso. L'anno successivo il numero dei parlamentari conservatori (monarchici e bonapartisti) aumentò da 90 a 200 alle elezioni parlamentari.
Poco dopo, i deputati presentarono un nuovo disegno di legge alla Camera che, dopo un lungo dibattito, ottenne il sostegno del governo. Il 23 giugno 1886 venne pubblicata sulla Gazzetta ufficiale una nuova legge sull'esilio che colpì i pretendenti al trono e il figlio maggiore, costringendoli a lasciare il Paese, così come tutti gli altri Principi francesi. Informato dei risultati del voto, il Conte di Parigi decise di lasciare la Francia immediatamente. Con la sua famiglia, si imbarcò a Tréport diretto in Inghilterra.
Il Regno Unito cercò di intervenire negli affari interni ed esteri della Francia. Sul fronte estero, il Principe aveva usato la sua vasta fortuna per pagare parte dei debiti del re Luigi II di Baviera, in modo che si rivolgesse contro la politica del Cancelliere Bismarck e si alleasse con Parigi. Sul fronte diplomatico, il tentativo di riconciliazione fu un fallimento, in quanto Luigi continuò a costruire i suoi castelli fatati. Sul fronte interno, il Principe aveva realizzato il suo progetto di Patto Nazionale e aveva appoggiato i boulangisti di Georges Boulanger, adoperandosi per definire il suo programma politico.

### "Principe Gamella"

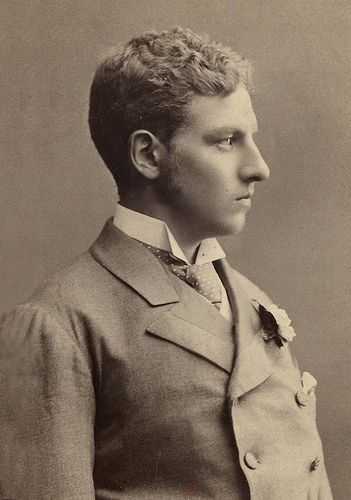
Luigi Filippo Roberto d'Orléans, principe Gamella in giovane età

Durante il suo esilio, in Francia alcuni monarchici cercarono di mettere in luce il suo primogenito, il "Duca d'Orléans", la cui popolarità era in ascesa. Nel 1890, all'età di 21 anni, il giovane Principe avrebbe dovuto teoricamente compiere il servizio militare, com'era dovere di ogni francese. Arthur Meyer, direttore del giornale conservatore Le Gaulois, e il Duca di Luynes immaginarono di convincerlo a tornare illegalmente in Francia, al fine di chiedere formalmente alla Repubblica il permesso di svolgere il servizio militare. Il "Duca d'Orléans" accettò immediatamente il suggerimento e, senza chiedere il permesso al padre, sbarcò clandestinamente in Francia. Il 2 febbraio si recò poi a Parigi all'ufficio di reclutamento.
Infine, la stessa sera, il Principe si fermò presso la residenza del Duca di Luynes. Fu solo allora che il Conte di Parigi venne informato dell'avventura di suo figlio. Pochi giorni dopo, il 12 febbraio, il "Duca d'Orléans" fu condannato a due anni di prigione per essere ritornato nel suo Paese. Tuttavia, dopo quattro mesi fu graziato il 4 giugno 1890 dal presidente Sadi Carnot ed espulso. Comunque questo suo desiderio di servire il suo Paese divertì molto i francesi, che lo soprannominarono "Principe Gamella".

### Morte

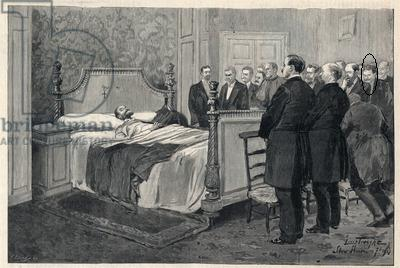
Il principe Filippo sul letto di morte in un'incisione del 1894

Morì l'8 settembre 1894, nella casa inglese di Stowe House. Essendo ancora esule, il suo corpo fu sepolto nella cappella di San Carlo Borromeo Weybridge nel Surrey, ma in seguito fu riportato in patria nella Cappella Reale di Dreux da suo nipote Enrico d'Orléans, nuovo "Conte di Parigi", nel 1958.

## Discendenza

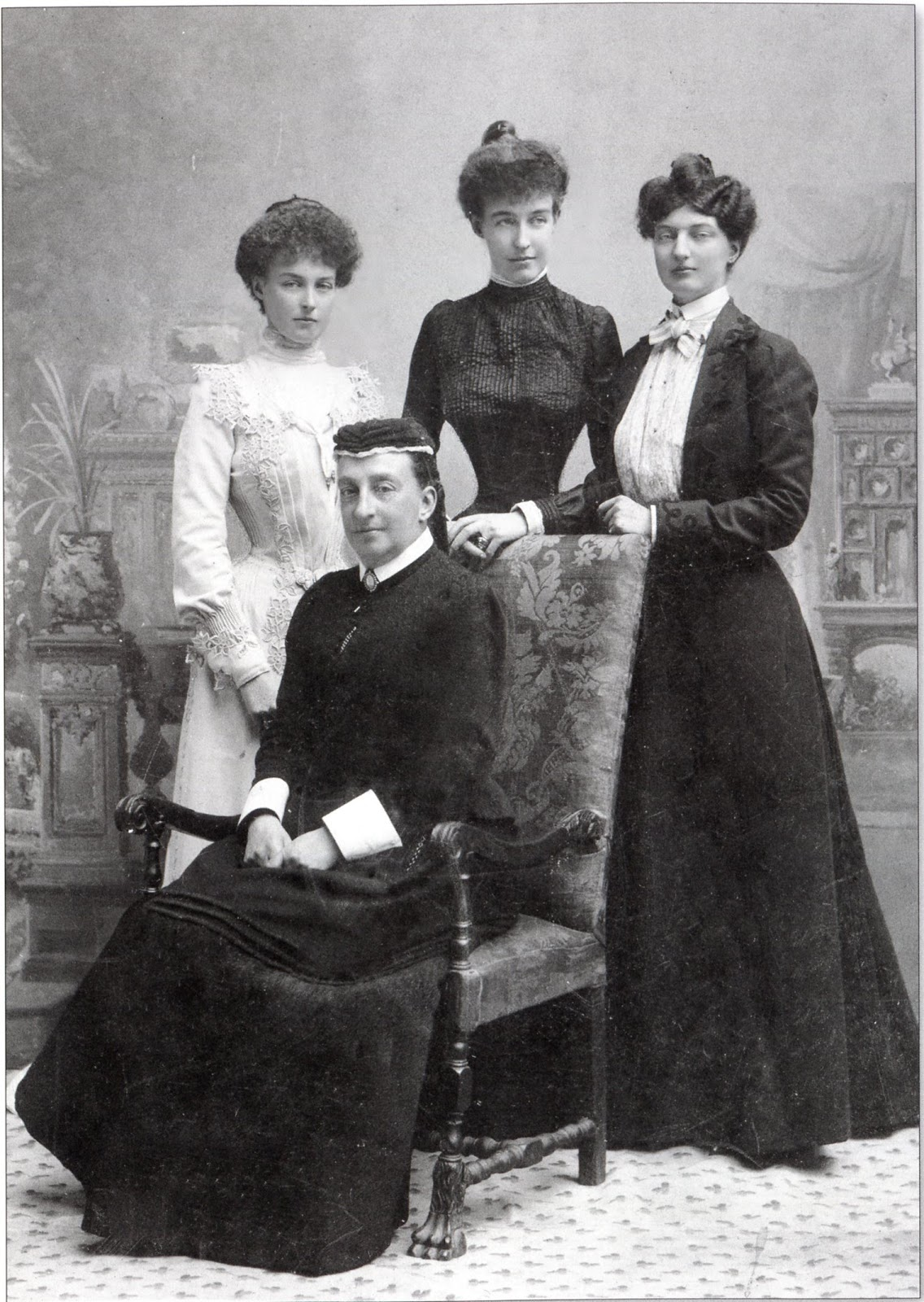
Maria Isabella d'Orléans fotografata insieme alle figlie Luisa, Elena e Isabella nel 1889

Filippo e Maria Isabella d'Orléans ebbero otto figli:
- Amelia (1865-1951), sposò il re Carlo I del Portogallo;
- Filippo VIII (1869-1926), sposò l'arciduchessa Maria Dorotea d'Asburgo-Lorena;
- Elena (1871-1951), sposò Emanuele Filiberto di Savoia-Aosta;
- Carlo Filippo (21 gennaio 1875-8 giugno 1875);
- Isabella (1878-1961), sposò Giovanni III di Guisa;
- Giacomo Maria Clemente (5 aprile 1880-22 gennaio 1881);
- Luisa (1882-1958), sposò Carlo Tancredi di Borbone-Due Sicilie;
- Ferdinando (1884-1924), sposò Marie-Isabelle Gonzalez de Olaneta e Ibarreta, marchesa di Valdeterrazzo e Grande di Spagna.

## Ascendenza
|                                            |                                              |                                             | Genitori                                       |  |  | Nonni |  |  | Bisnonni                            |  |  | Trisnonni                          |  |
|                                            |                                              |                                             |                                                |  |  |       |  |  | Luigi Filippo II di Borbone-Orléans |  |  | Luigi Filippo I di Borbone-Orléans |  |
|                                            |                                              |                                             |                                                |  |  |       |  |  | Luigi Filippo II di Borbone-Orléans |  |  | Luigi Filippo I di Borbone-Orléans |  |
|                                            |                                              | Luisa Enrichetta di Borbone-Conti           |                                                |  |  |       |  |  | Luigi Filippo II di Borbone-Orléans |  |  |                                    |  |
| Luigi Filippo di Francia                   |                                              |                                             |                                                |  |  |       |  |  | Luigi Filippo II di Borbone-Orléans |  |  |                                    |  |
|                                            |                                              | Luisa Maria Adelaide di Borbone-Penthièvre  | Luigi Giovanni Maria di Borbone-Penthièvre     |  |  |       |  |  |                                     |  |  |                                    |  |
|                                            |                                              | Luisa Maria Adelaide di Borbone-Penthièvre  | Luigi Giovanni Maria di Borbone-Penthièvre     |  |  |       |  |  |                                     |  |  |                                    |  |
|                                            |                                              | Luisa Maria Adelaide di Borbone-Penthièvre  | Maria Teresa Felicita d'Este                   |  |  |       |  |  |                                     |  |  |                                    |  |
| Ferdinando Filippo d'Orléans               |                                              | Luisa Maria Adelaide di Borbone-Penthièvre  |                                                |  |  |       |  |  |                                     |  |  |                                    |  |
|                                            |                                              | Ferdinando I delle Due Sicilie              | Carlo III di Spagna                            |  |  |       |  |  |                                     |  |  |                                    |  |
|                                            |                                              | Ferdinando I delle Due Sicilie              | Carlo III di Spagna                            |  |  |       |  |  |                                     |  |  |                                    |  |
|                                            |                                              | Ferdinando I delle Due Sicilie              | Maria Amalia di Sassonia                       |  |  |       |  |  |                                     |  |  |                                    |  |
| Maria Amalia di Borbone-Due Sicilie        |                                              | Ferdinando I delle Due Sicilie              |                                                |  |  |       |  |  |                                     |  |  |                                    |  |
|                                            |                                              | Maria Carolina d'Asburgo-Lorena             | Francesco I di Lorena                          |  |  |       |  |  |                                     |  |  |                                    |  |
|                                            |                                              | Maria Carolina d'Asburgo-Lorena             | Francesco I di Lorena                          |  |  |       |  |  |                                     |  |  |                                    |  |
|                                            |                                              | Maria Carolina d'Asburgo-Lorena             | Maria Teresa d'Austria                         |  |  |       |  |  |                                     |  |  |                                    |  |
| Luigi Filippo Alberto d'Orléans            |                                              | Maria Carolina d'Asburgo-Lorena             |                                                |  |  |       |  |  |                                     |  |  |                                    |  |
|                                            | Federico Francesco I di Meclemburgo-Schwerin | Luigi di Meclemburgo-Schwerin               |                                                |  |  |       |  |  |                                     |  |  |                                    |  |
|                                            | Federico Francesco I di Meclemburgo-Schwerin | Luigi di Meclemburgo-Schwerin               |                                                |  |  |       |  |  |                                     |  |  |                                    |  |
|                                            | Federico Francesco I di Meclemburgo-Schwerin | Carlotta Sofia di Sassonia-Coburgo-Saalfeld |                                                |  |  |       |  |  |                                     |  |  |                                    |  |
| Federico Ludovico di Meclemburgo-Schwerin  | Federico Francesco I di Meclemburgo-Schwerin |                                             |                                                |  |  |       |  |  |                                     |  |  |                                    |  |
|                                            |                                              | Luisa di Sassonia-Gotha-Altenburg           | Giovanni Augusto di Sassonia-Gotha-Altenburg   |  |  |       |  |  |                                     |  |  |                                    |  |
|                                            |                                              | Luisa di Sassonia-Gotha-Altenburg           | Giovanni Augusto di Sassonia-Gotha-Altenburg   |  |  |       |  |  |                                     |  |  |                                    |  |
|                                            |                                              | Luisa di Sassonia-Gotha-Altenburg           | Luisa di Reuss-Schleiz                         |  |  |       |  |  |                                     |  |  |                                    |  |
| Elena di Meclemburgo-Schwerin              |                                              | Luisa di Sassonia-Gotha-Altenburg           |                                                |  |  |       |  |  |                                     |  |  |                                    |  |
|                                            |                                              | Carlo Augusto di Sassonia-Weimar-Eisenach   | Ernesto Augusto II di Sassonia-Weimar-Eisenach |  |  |       |  |  |                                     |  |  |                                    |  |
|                                            |                                              | Carlo Augusto di Sassonia-Weimar-Eisenach   | Ernesto Augusto II di Sassonia-Weimar-Eisenach |  |  |       |  |  |                                     |  |  |                                    |  |
|                                            |                                              | Carlo Augusto di Sassonia-Weimar-Eisenach   | Anna Amalia di Brunswick-Wolfenbüttel          |  |  |       |  |  |                                     |  |  |                                    |  |
| Carolina Luisa di Sassonia-Weimar-Eisenach |                                              | Carlo Augusto di Sassonia-Weimar-Eisenach   |                                                |  |  |       |  |  |                                     |  |  |                                    |  |
|                                            |                                              | Luisa Augusta d'Assia-Darmstadt             | Luigi IX d'Assia-Darmstadt                     |  |  |       |  |  |                                     |  |  |                                    |  |
|                                            |                                              | Luisa Augusta d'Assia-Darmstadt             | Luigi IX d'Assia-Darmstadt                     |  |  |       |  |  |                                     |  |  |                                    |  |
|                                            |                                              | Luisa Augusta d'Assia-Darmstadt             | Carolina del Palatinato-Zweibrücken-Birkenfeld |  |  |       |  |  |                                     |  |  |                                    |  |
|                                            |                                              | Luisa Augusta d'Assia-Darmstadt             |                                                |  |  |       |  |  |                                     |  |  |                                    |  |